# Rafael Gómez Sánchez
Rafael Gómez Sánchez (Córdoba, 1944), popularmente conocido como Sandokán, es un empresario español del ámbito local, siendo un personaje especialmente conocido en la capital cordobesa. En 2006 fue detenido por su presunta implicación en el Caso Malaya, una serie de tramas de corrupción ocurridas en Marbella.

## Biografía
De orígenes humildes, procedía del barrio cordobés de Cañero. Desde muy joven empezó a trabajar como cabrero y ya con 11 años empezó en la joyería. En los años 70 montó su propio negocio joyero y será más tarde, en los años 90 cuando dio el gran salto al iniciarse en el negocio inmobiliario. Fue entonces cuando constituyó las empresas Arenal 2000 o Arenal Sur 21, así como una marca de relojes y la extensión del negocio joyero. Sus relaciones fueron muy fluidas con la entonces alcaldesa de Córdoba por IU, Rosa Aguilar. La afinidad también se dio con el también entonces presidente de Caja Sur, Miguel Castillejo Gorráiz, debido a los negocios inmobiliarios que el constructor y la caja de ahorros emprendieron. Más adelante se trasladó a la Costa del Sol, donde inició operaciones urbanísticas, mientras que en Córdoba compró numerosos terrenos y siguió ampliando sus negocios. Fue en esta época cuando inició la construcción de unas naves muy cercanas al conjunto arqueológico de Medina Azahara. Aunque estas obras fueron consideradas ilegales tanto por la Junta de Andalucía como por el Ayuntamiento de la ciudad, él siempre defendió que las había realizado bajo el conocimiento y aceptación de Rosa Aguilar.
Ocupó la presidencia del Córdoba Club de Fútbol en dos ocasiones: Entre 1993 y 1998, y una segunda entre 2001 y 2002.
Tras el estallido del Caso Malaya a comienzos de 2006, el 27 de junio de 2006 fue detenido por la policía en una segunda fase de detenciones y trasladado a la Comisaría de Málaga, donde permaneció retenido varios días. Según la justicia Gómez Sánchez habría entregado 600.000€ a otro de los principales imputados, Juan Antonio Roca, a cambio de conseguir recalificaciones de locales comerciales. Poco después fue puesto libertad tras el pago de la fianza de 300.000€ impuesta por el juez instructor. La fiscalía anticorrupción pidió para Gómez una pena de 18 meses de cárcel y una multa de 1,2 millones de euros ante la acusación de cohecho activo. En 2008 la policía efectuó registros en las instalaciones de algunas de sus empresas y encontró 410 cuadros, aunque el empresario negó que fueran de su propiedad o tuvieran algo que ver con él.
A raíz de su detención por la Operación Malaya y de la crisis económica de 2008, en los últimos años ha debido vender numerosos de sus antiguos negocios como el parque Tivoli World de Benalmádena (Málaga) para lograr liquidez. Todos estos hechos supusieron un importante descalabro económico, llegando a deber más de 3.200 millones a los bancos en 2009.
A finales de 2010 anunció que iba a presentarse candidato a la alcaldía de Córdoba bajo un nuevo partido, Unión Cordobesa (UCOR). Entre sus promesas electorales se encontraban la creación de empleo o la construcción de 55 estatuas de gran tamaño dedicadas a personajes históricos de la ciudad. En las Elecciones municipales del 22 de mayo de 2011 el nuevo partido obtuvo 24.805 votos, 5 concejales y haciéndose con un 15.23% de los votos, siendo el segundo partido más votado, solo por detrás del PP. Los resultados electorales de Sánchez Gómez supusieron una gran sorpresa, dado que logró superar todas las expectativas e incluso se convirtió en el jefe de la oposición municipal. En vista de su éxito electoral, Gómez se planteó el salto a la política autonómica, anunciando que podría presentarse a las elecciones al Parlamento de Andalucía, algo que finalmente desestimó en 2012.
A comienzos de 2013 el empresario adeudaba a la Hacienda pública unos 86,5 millones de euros, tras una multa de 20 millones de euros y se le imputaba por el impago de 69,9 millones de euros del Impuesto de Sociedades de seis empresas.
Concejal electo en las elecciones municipales del 24 de mayo de 2015, renunció al acta de concejal que poseía en junio de ese mismo año, antes de la constitución formal del pleno y la toma de posesión de los nuevos ediles.

## Sentencia judicial
En julio de 2017, la Sección Tercera de la Audiencia Provincial de Córdoba ratificó la sentencia a cinco años y tres meses de cárcel que dictó el juez del Juzgado de lo Penal 3 de Córdoba para el empresario Rafael Gómez Sánchez. La Audiencia rechazó los recursos del resto de defensas y de la Fiscalía. El magistrado de Penal 3 dictó que el acusado era autor responsable de dos delitos contra la Hacienda Pública, por lo que le condenaba a la pena de dos años y nueve meses con multa de 102.281.202,40 euros; y a la pena de dos años y seis meses de prisión con una multa de 9.641.778,84 euros. El juez decidió absolver a los cuatro hijos de Rafael Gómez.

### Prisión
El 4 de diciembre de 2017 Rafael Gómez ingresó en prisión para cumplir una condena de 5 años y tres meses de cárcel por un delito fiscal continuado. Desde su ingreso en el centro penitenciario de Alcolea el empresario está ingresado en el módulo de Enfermería, por su edad y por sus problemas de salud. En junio de 2018 el juez denegó su solicitud de paso al tercer grado. El 4 de marzo de 2019 Rafael Gómez abandonó la prisión de Córdoba tras obtener el pase al tercer grado, permaneciendo internado exactamente 15 meses, la cuarta parte de su condena, el mínimo legal para poder pasar a tercer grado.